# Kadra Zapasowa Piechoty Oświęcim I
Kadra Zapasowa Piechoty Oświęcim I (KZP Oświęcim I) – pododdział piechoty Wojska Polskiego.

## Formowanie i zmiany organizacyjne
1 stycznia 1939 dotychczasowy batalion zapasowy 73 pułku piechoty w Oświęcimiu przeformowano w Kadrę Zapasową Piechoty Oświęcim I, która została podporządkowana dowódcy 73 pp stacjonującego w Chorzowie, Rybniku i Goduli na terenie Okręgu Korpusu Nr V. 
Wprowadzona zmiana polegała na odciążeniu macierzystego pułku piechoty od mobilizacji alarmowej i powszechnej następnych pododdziałów. Kadra dysponowała skromną obsadą pokojową (dwóch oficerów i kilku podoficerów). Dla formowanych przez siebie jednostek kadra musiała otrzymać zawiązki stanu czynnego z zewnątrz.
KZP Oświęcim II była jednostką mobilizującą piechoty. Zgodnie z planem mobilizacyjnym „W” komendant kadry był odpowiedzialny za przygotowanie i przeprowadzenie mobilizacji jednostek wpisanych na jego tabelę mobilizacyjną oraz za wykonanie zarządzeń dowódcy 73 pp dotyczących mobilizacji materiałowej.

## Mobilizacja
KZP Oświęcim I mobilizowała w ramach mobilizacji alarmowej w grupie niebieskiej, w garnizonie Oświęcim, w czasie A+50:
- organa kwatermistrzowskie jednostek pozabatalionowych 201 pułku piechoty,
- kompanię gospodarczą 201 pp,
- kompanię zwiadowczą 201 pp,
- kompanię przeciwpancerną typ II 201 pp,
- pluton łączności 201 pp,
- pluton pionierów 201 pp,
- pluton przeciwgazowy 201 pp.

W grupie żółtej zmobilizowano:
- park intendentury typ I nr 504.

W ramach I rzutu mobilizacji powszechnej, do jej 3 dnia trwania:
- batalion marszowy 73 pp,
- kompania marszowa batalionu karabinów maszynowych typ specjalny nr II,
- uzupełnienie marszowe kompanii kolarzy typ specjalny nr 51,
- uzupełnienie marszowe kompanii kolarzy typ specjalny nr 52
- uzupełnienie marszowe kompanii kolarzy typ specjalny nr 53[4].

Po zmobilizowaniu przewidzianych planem pododdziałów pozostałość zebranych żołnierzy i materiału i sprzętu została odeszła do Tarnowa, gdzie w tamtejszej Kadrze Zapasowej Piechoty Tarnów mobilizowany był Ośrodek Zapasowy 23 Dywizji Piechoty w ramach II rzutu mobilizacji powszechnej. 